# ベニントンの戦い
ベニントンの戦い（英: Battle of Bennington）は、アメリカ独立戦争中の1777年8月16日に起こった戦いである。バーモント共和国ベニントンの近くで起こったので、名前はベニントンの戦いとなっているが、実際の戦場は境界を越えて数マイルニューヨーク植民地に入ったワルームザックであった。ジョン・スターク将軍とセス・ワーナー大佐に率いられたニューハンプシャーとバーモントの愛国者軍民兵約2,000名が、フリードリッヒ・バウム中佐率いるドイツ人傭兵部隊とカナダ兵、王党派兵およびインディアンの連合軍約1,250名を破った。

## 背景
1777年夏、イギリス軍のジョン・バーゴイン将軍はカナダからハドソン川峡谷に侵攻し、サラトガ方面作戦を進めていた。ハバードトンやタイコンデロガ砦でのイギリス軍の勝利に続いて、バーゴインは近くの大陸軍を駆逐し、南のオールバニを手に入れればハドソン川峡谷を制し、13植民地の勢力を2つに割ることができると見ていた。
しかし、バーゴインのオールバニへの進行速度は大陸軍の引き伸ばし戦術に逢って遅れ、物資が乏しくなりかけていた。バーゴインはミラー砦からフリードリッヒ・バウム中佐の指揮で約800名の分遣隊を発することにした。分遣隊の半分はドイツ人傭兵部隊であり、残り半分はカナダ兵、王党派兵およびインディアンの戦士であった。バウムに与えられた任務はベニントンの大陸軍倉庫を襲い物資を確保することだった。ベニントンには400名足らずの植民地民兵が守っているとの情報を得ていた。
8月13日、ベニントンへの途上で、バウムはジョン・スターク将軍の指揮するニューハンプシャーの愛国者軍民兵約1,500名がその地域に到着したことを知った。バウムはベニントンの西約4マイル (6 km)のワルームザック川で行軍の停止を命じた。バウムはミラー砦に援軍を要請した後、そこの地形を利点にするべく高地に部隊を配置した。雨になったのでバウム隊の兵士は塹壕を掘り、援軍が到着するまで雨がアメリカ軍の攻撃を止めておいてくれることを期待していた。スタークも数マイル先に部隊を配置しバウム隊の位置取りを偵察して天候の回復を待つことにした。

## 戦闘
8月16日の午後、雨が上がり、スタークは部隊に攻撃の準備を命じた。スタークは部隊の兵を鼓舞するために、「あそこに敵の赤服と王党派がいる。やつらは我々のものだ。さもなくばモーリー・スターク（スタークの妻）は今夜やもめで眠ることになる」と言ったという話である。これを聞いた民兵達は森の中に溶け込んでいった。バウムは愛国者軍が撤退しているか再配置をしているものと思っていた。しかしスタークはバウムが横に大きく広がっていることが分かったので、即座に2方向から敵軍を包み込み同時にバウム軍の中央の防塁に攻撃を掛けることにした。スタークの作戦がつぼにはまり、王党派兵とインディアン達は逃亡した。このためにバウムの竜騎兵隊は馬が無いままに高地に取り残される形となった。ドイツ人部隊は弾薬が乏しくなっても果敢に戦い続けた。竜騎兵はサーベルを揮って攻撃を仕掛け突破口を開こうとした。しかし、この決死の攻撃にも失敗して、バウムが瀕死の重傷を負ったためにドイツ人傭兵部隊は降伏した。
この戦闘が終り、ニューハンプシャー民兵がドイツ人の武装を解除している時に、バウムの援軍が到着した。その援軍の指揮官ハインリッヒ・フォン・ブライマン中佐は愛国者軍が隊形を乱しているのを見て即座に攻撃を仕掛けた。スタークスは即座に陣形を立て直し、ドイツ人部隊の攻勢に対し必死に陣地を守ろうとした。その戦列が崩壊寸前になった時、数百名のバーモント民兵が援軍に到着した。バーモントのグリーン・マウンテン・ボーイズを率いるセス・ワーナーは直前のハバードトンの戦いでイギリス軍の援軍に敗れており、復讐の念に燃えていた。合流したニューハンプシャーとバーモントの民兵は反撃し遂にフォン・ブライマンの部隊を崩壊させた。

## 結果
ベニントンの戦いでのイギリス軍の損失は、バウム中佐を含め200名が戦死、捕虜700名と記録された。愛国者軍の損失は戦死40名、負傷40名であった。バウムの敗因は、バウム自身に実戦の経験が乏しく、陣形の取り方が散開していたために、互いの連絡が取りづらかったことによっていた。反対にスタークは数々の戦闘を経験したつわものであり、相手の陣形を見極めてその弱点を衝いた。バウムの援軍を率いたフォン・ブライマンは、バウムとの仲が悪くわざと到着を遅らせたという説もある。（Friedrich Baumを参照）
スタークが、敵がベニントンに着く前にこれを遮り破壊したことが決め手となり、イギリス軍は物資に乏しいまま最終的にはサラトガの戦いの後でバーゴインの降伏ということになった。
ベニントンでの愛国者軍の勝利はその士気を奮い立たせ、フランスがアメリカ側で参戦する引き金にもなった。
今日、ベニントンの住人はこの日をベニントンの戦いの日と呼んで祝っている。アメリカでも最古と言われる大砲、その名もモーリー・スターク砲で祝砲を放つ。
8月16日はバーモント州の祝日でもある。オールド・ベニントンには高さ306フィート (93 m)の記念碑が立っている。